# Bernhard Pankok

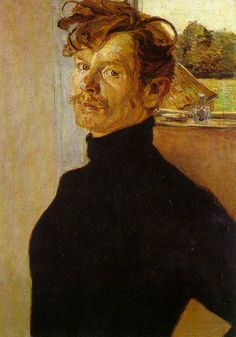
Selbstporträt (1898)

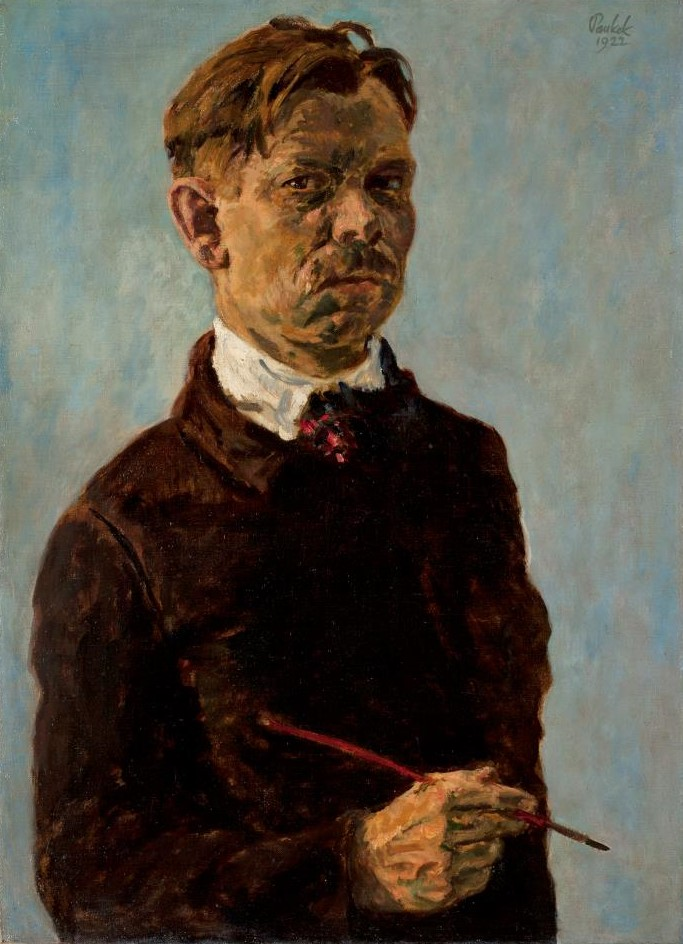
Selbstporträt mit Pinsel (1922)

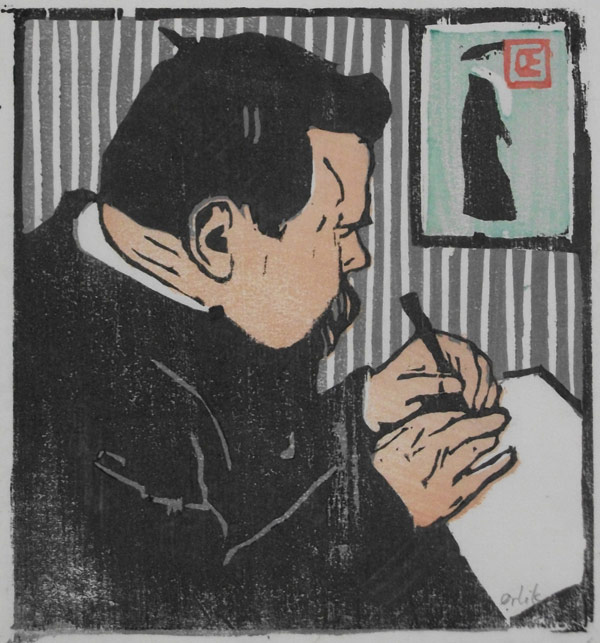
Porträtgrafik Bernhard Pankoks von Emil Orlik (1903)

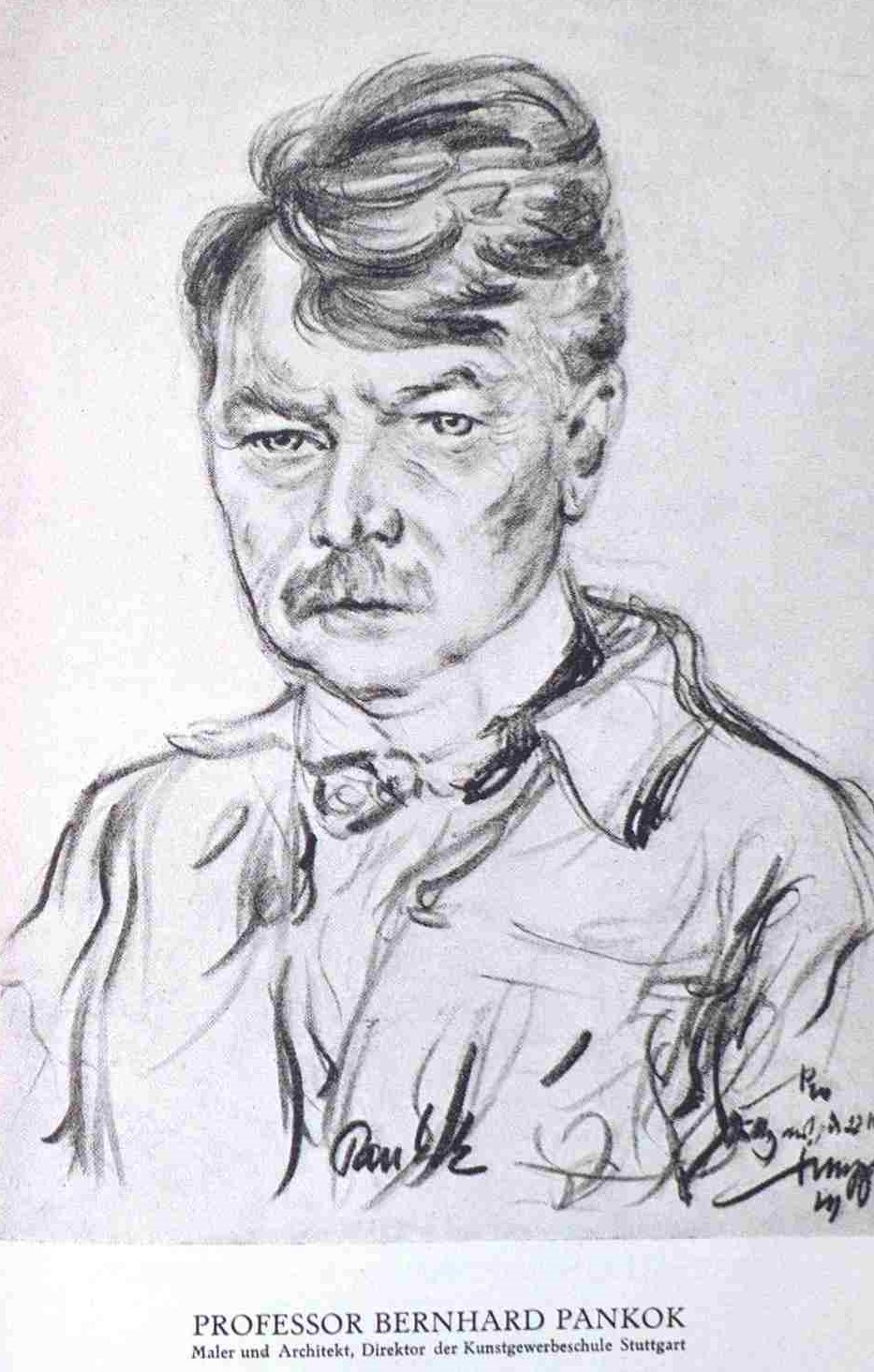
Emil Stumpp: Bernhard Pankok (1926)

Bernhard Pankok (* 16. Mai 1872 in Münster; † 5. April 1943 in Baierbrunn) war ein deutscher Maler, Graphiker, Architekt und Designer. Seine Werke sind geprägt vom Übergang zwischen Jugendstil und Internationalem Stil.

## Leben
Bernhard Pankok studierte von 1889 bis 1891 an der Kunstakademie Düsseldorf Malerei. Dort waren Heinrich Lauenstein, Adolf Schill, Hugo Crola und Peter Janssen der Ältere seine Lehrer. 1892 eröffnete er ein Atelier in München und arbeitete als freier Künstler, Grafiker und Illustrator für die Zeitschriften PAN und Jugend. Er lebte fortan bis 1902 in München. Dort war er Lehrer seines jüngeren Bruders Franz Pankok, außerdem Mitbegründer der Vereinigten Werkstätten für Kunst im Handwerk. Mit Otto Eckmann, Richard Riemerschmid und Bruno Paul zählte er etwa für Max Osborn zu jenen Künstlern, „die den Übergang von der freien zur angewandten Kunst [vollzogen], indem sie, fast als uomini universali im Renaissancesinne nach und nach alle Gebiete der Kunst und des Gewerbes in den Kreis ihrer Bemühungen zogen.“
1901 heiratete er Antonette (Toni) Coppenrath (1870–1920), eine Schwester des Landschaftsmalers Ferdinand Coppenrath.

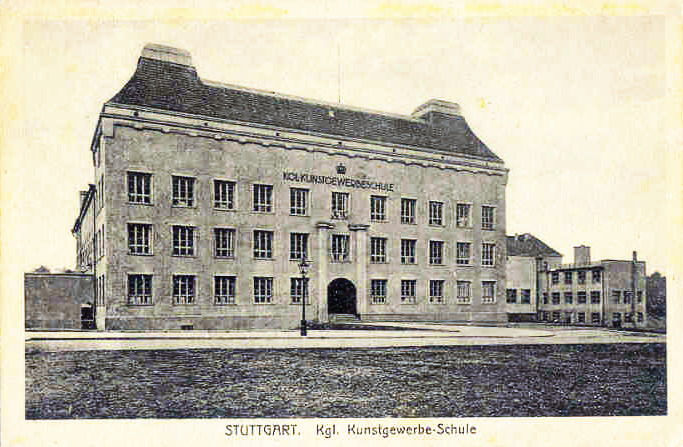
Kunstgewerbeschule Stuttgart

Von 1902 an lehrte und lebte er in Stuttgart. 1913 wurde auf dem Stuttgarter Killesberg unter seiner prägenden Mitwirkung der Neubau der Kunstgewerbeschule, deren Direktor er im selben Jahr wurde und dies bis 1937 blieb, fertiggestellt und bezogen. Vor allem seine Möbel und seine Buchgrafiken (etwa die Darstellungen der Räume und der Katalog der Pariser Weltausstellung 1900) fanden Anerkennung.
1907 wurde Pankok Mitglied der Berliner Secession und des gerade gegründeten Deutschen Werkbundes. 1914 zählte er zu den führenden Künstlern der Kölner Werkbundausstellung. Bernhard Pankok war auch Vorstandsmitglied des Deutschen Künstlerbundes. 1924 heiratete er Marianne Geyer (1891–1941). 1930 wurde er auswärtiges Mitglied der Münchner Sezession. 1932 erfolgte die Ernennung zum Ehrenmitglied des Westfälischen Kunstvereins Münster, ein Jahr später die zum Ehrenmitglied der Akademie der Bildenden Künste München.
Als Bernhard Pankok mit Ablauf des Sommersemesters 1937 in den Ruhestand trat – trotz Drucks war er, anders als verschiedene seiner Professorenkollegen, nicht Mitglied der NSDAP geworden –, schrieb das Stuttgarter Neue Tagblatt: „Mit Stuttgart und der Kunstgewerbeschule wird der Name Bernhard Pankok, wird seine bedeutende künstlerische Persönlichkeit immer verknüpft sein.“
Die Staatliche Akademie der Bildenden Künste Stuttgart, 1941 aus der organisatorischen Verbindung von ehemaliger Akademie und ehemaliger Kunstgewerbeschule hervorgegangen, ernannte ihn aus Anlass seines siebzigsten Geburtstags 1942 zu ihrem Ehrenmitglied. Im folgenden Jahr starb Pankok sechs Wochen vor seinem 71. Geburtstag.
Während des Zweiten Weltkriegs wurde das Werk Pankoks infolge von Kriegsschäden erheblich beeinträchtigt.
1973 bot das Landesmuseum Württemberg in Stuttgart mit der von Hans Klaiber und Brigitte Hahn-Woernle kuratierten Ausstellung „Bernhard Pankok 1872–1943: Kunsthandwerk–Malerei–Graphik–Architektur–Bühnenausstattungen“ eine grundlegende Übersicht über das Gesamtschaffen des Künstlers.
Am 29. November 2022 wurde die Urne des Künstlers auf dem Ehrenfriedhof an der Wilhelmstraße in Münster beigesetzt.